# Kanton Saint-Gély-du-Fesc
Saint-Gély-du-Fesc is een kanton van het Franse departement Hérault. Het kanton maakt deel uit van de arrondissementen Lodève (19) & Montpellier (1). In 2021 telde het 46.109  inwoners.

Het kanton werd gevormd ingevolge het decreet van 26 februari 2014 , met uitwerking op 22 maart 2015, met Saint-Gély-du-Fesc als hoofdplaats.

## Gemeenten
Het kanton omvat de 20 volgende gemeenten:
- Assas
- Buzignargues
- Cazevieille
- Combaillaux
- Guzargues
- Les Matelles
- Murles
- Prades-le-Lez
- Saint-Bauzille-de-Montmel
- Saint-Clément-de-Rivière
- Saint-Gély-du-Fesc
- Saint-Hilaire-de-Beauvoir
- Saint-Jean-de-Cornies
- Saint-Jean-de-Cuculles
- Saint-Mathieu-de-Tréviers
- Saint-Vincent-de-Barbeyrargues
- Sainte-Croix-de-Quintillargues
- Teyran
- Le Triadou
- Vailhauquès